# Submarinul german U-24
U-24 (germană-Unterseeboot 24 sau U-boot 24 a fost un submarin german de tip II seria B care a fost folosit în cel de-al doilea război mondial de Kriegsmarine. A fost lansat la apă în 1936. Pentru o perioadă, portul său de bază a fost Constanța.

## Caracteristici
- Cilindree: 250 tone
- Lungime: 42,7 m
- Lățime: 4 m
- Adâncime: maximă-150 m; de lucru-80 m
- Armament: 2 tunuri antiaeriene de 20 mm, 3 tunuri lans-torpile de 533 mm (5 torpile), sau 18 mine.

## Istoric[1]
A fost transportat pe uscat și pe Dunăre până la Marea Neagră pentru a servi în cadrul Flotilei 30. 
La 25 august 1944 U-24 a fost scufundat intenționat lângă Constanța pentru a împiedica capturarea lui de către forțele sovietice. A fost recuperat de către Uniunea Sovietică la începutul anului 1945, dar scufundat din nou de submarinul sovietic M-120 pe 26 mai 1947 la Sud-Vest de Sevastopol, împreună cu U-18. 